# 艾姬·比華-鍾絲
艾格妮絲·「艾姬」·比華-鍾絲（英語：Agnes "Aggie" Beever-Jones；2003年7月27日—）是一名英格蘭職業足球員，司職前鋒，現時效力女子英超球會車路士。

## 球會生涯

### 車路士
比華-鍾絲出身於車路士的青訓學院，她在2021年1月27日對陣阿士東維拉的4–0勝仗中上演職業生涯地標戰。同年4月16日，她在對陣倫敦城雌獅的女子足總盃比賽中首次正選上陣，車路士最終以5–0大勝。
外借布里斯托城
2021年8月，比華-鍾絲被外借到英女冠球會布里斯托城，為期一季。她在對陣水晶宮的聯賽揭幕戰中後備上陣，並射入一球。
外借愛華頓
2022年8月25日，車路士宣布與比華-鍾絲續約三年，並隨即被外借到愛華頓。她在聯賽揭幕戰正選上演地標戰。
回到車路士
比華-鍾絲在2023–24賽季回到車路士，並在2023年10月22日對陣白禮頓的比賽中首次為球會入球，協助球隊以4–2勝出。她在球隊接下來的四場聯賽比賽中皆有入球。

## 國家隊生涯
比華-鍾絲曾代表英格蘭各級青年梯隊。2019年10月，比華-鍾絲入選英格蘭U17，並協助球隊在歐洲女子U-17足球錦標賽外圍賽中晉級第二圈，但第二圈外圍賽以及正賽因COVID-19疫情而取消。
2023年10月，比華-鍾絲首次被英格蘭U23徵召。

## 生涯統計

### 球會
最後更新：2023年12月20日
| 效力球會           | 球季     | 聯賽     | 聯賽 | 聯賽 | 國家盃賽 | 國家盃賽 | 聯賽盃賽 | 聯賽盃賽 | 歐洲賽 | 歐洲賽 | 總計 | 總計 |
| 效力球會           | 球季     | 聯賽     | 上陣 | 入球 | 上陣     | 入球     | 上陣     | 入球     | 上陣   | 入球   | 上陣 | 入球 |
| ------------------ | -------- | -------- | ---- | ---- | -------- | -------- | -------- | -------- | ------ | ------ | ---- | ---- |
| 車路士             | 2020–21  | 女子英超 | 2    | 0    | 1        | 0        | 0        | 0        | 0      | 0      | 3    | 0    |
| 車路士             | 2023–24  | 女子英超 | 7    | 5    | 0        | 0        | 0        | 0        | 2      | 0      | 9    | 5    |
| 車路士             | 總計     | 總計     | 9    | 5    | 1        | 0        | 0        | 0        | 2      | 0      | 12   | 5    |
| 布里斯托城（外借） | 2021–22  | 女子英冠 | 22   | 5    | 2        | 1        | 3        | 1        | —      | —      | 26   | 7    |
| 愛華頓（外借）     | 2022–23  | 女子英超 | 16   | 2    | 1        | 0        | 4        | 1        | —      | —      | 21   | 3    |
| 生涯總計           | 生涯總計 | 生涯總計 | 47   | 12   | 4        | 1        | 7        | 2        | 2      | 0      | 59   | 15   |

## 榮譽

### 個人
- 倫敦足球頒獎禮最佳女子青年球員：2024[20]

## 外部連結
- Soccerway資料庫：艾姬·比華-鍾絲